# John Stuart (hrabia Maidy)
John Stuart hrabia Maidy (ur. w 1759 w Georgii, zm. w 1815 w Clifton) – brytyjski generał porucznik.

## Życiorys
Jego ojciec, pułkownik John Stuart, był sekretarzem do spraw indiańskich w południowym dystrykcie i prominentnym rojalistą w czasie wojny o niepodległość. Młody Stuart wykształcenie zdobył w Westminster, po czym zaciągnął się w 1778 r. do 3 Regimentu Piechoty Brytyjskiej i prawie natychmiast został oddelegowany razem z regimentem do Ameryki. Brał udział w oblężeniu Charleston, bitwach pod Camden i Guildford court house i kapitulacji Yorktown, powracał jako porucznik regimentalny i kapitan armii, co było zwyczajem w Gwardii. 
Dziesięć lat później jako kapitan i porucznik-pułkownik, był obecny z armią Księcia Yorku w Holandii i północnej Francji. Brał udział w oblężeniach i bitwach kampanii 1793 r., Valenciennes, Lincelles, Dunkierka i Lannoy. W następnym roku już jako dowódca batalionu, był obecny pod Landrecies i Pont a Chin czy Tournay i kiedy losy się odwróciły przeciwko koalicji dzielił razem ze swoją gwardią niekomfortowy odwrót. Jako brygadier–generał służył w Portugalii w 1796 r. i na Minorce w 1799 r. W Aleksandrii w 1800 r. jego dowodzenie brygadą doprowadziło do awansu na majora–generała. Po dwóch latach dowodzenia brygadą w angielskiej prowincji Kent Stuart został wysłany razem z Sir Jamesem Craigiem na Morze Śródziemne. Zostali oni razem z Rosjanami Lacy’a uwikłani w obronę Królestwa Neapolu, ale Bitwa pod Austerlitz doprowadziła do odwrotu rosyjskiego kontyngentu, przez co Stuart został zmuszony do ewakuacji Włoch. Mimo że Neapol wpadł w ręce nadchodzących oddziałów Masseny, Gaeta ciągle utrzymał się w twierdzy dla króla Ferdynanda przez co oddziały, Masseny zajęte były oblężeniem. Stuart, który był tymczasowo dowódcą sił brytyjskich na Sycylii, zdał sobie sprawę ze słabości francuskich oddziałów w Kalabrii i zdecydował się na desant w rejonie Zatoki Św. Eufemii, co parę dni później doprowadziło do bitwy pod Maidą, w której odniósł całkowite zwycięstwo nad siłami generała Reyniera. Zwycięstwo to nie mogło być jednak wykorzystane w jakikolwiek sposób, ponieważ siły brytyjskie bardzo ustępowały ilością innym siłom francuskim we Włoszech i w konsekwencji tego zostały wycofane z powrotem na Sycylię. 
Stuart otrzymał od dworu włoskiego na wygnaniu (Sycylia) tytuł hrabiego Maida’y a od parlamentu brytyjskiego otrzymał podziękowania oraz 1000 funtów i Krzyż Komandorski Orderu Łaźni. Rok później już jako porucznik–generał otrzymał dowodzenie w rejonie Morza Śródziemnego, które dzierżył aż do 1810 r. Jego operacje ograniczały się do południa Włoch gdzie Murat król Neapolu miał pod kontrolą stały ląd, a brytyjskie i neapolitańskie oddziały Sycylię dla burbońskiego króla. Z wydarzeń w tym czasie można wspomnieć, błąd w zaniechaniu odsunięcia pułkownika Hudsona Lowe’a w Capri, ekspedycja przeciwko kanonierką Murata w zatoce neapolitańskiej i drugie oblężenie Scylla. Kilka prób przekroczenia cieśniny i inwazji na Sycylię zawiodły, choć udało się żołnierzom francuskim postawić stopę na tej wyspie. W 1810 r. Stuart wrócił do Anglii. Zmarł w Clifton w 1815 r. Dwa miesiące przed śmiercią otrzymał Krzyż Wielki Orderu Łaźni.